# هاينريش مان

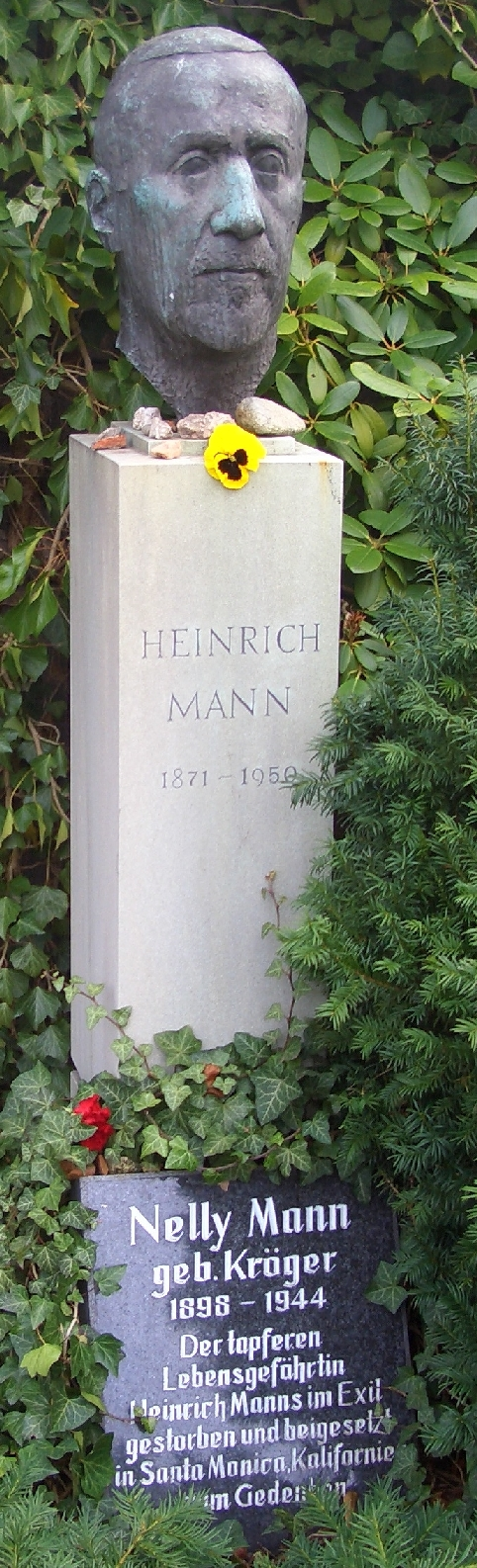

لويز (لودفيج) هاينريش مان (23 مارس 1871 - 11 مارس 1950) (بالألمانية: Heinrich Mann) روائي ألماني كتب أعمال ذات ذات ارتباط وثيق بمواضيع اجتماعية، انتقد هاينريش مان الفاشية قبل صعودها إلى الحكم في ألمانيا، وبعد أن وصل النازيون إلى السلطة اضطر إلى مغادرة بلده.
عمل هاينريش مان في دار نشر فيشر، وأصبح كاتباً حراً في ميونخ وإيطاليا وفرنسا، وفي 1930 ترأس الأكاديمية البروسية للفنون، وغادر إلى تشيكوسلوفاكيا وإلى فرنسا وسافر كذلك إلى إسبانيا والبرتغال وأخيراً استقر حتى وفاته في الولايات المتحدة.

## حياته
ولد هاينريش مان في لوبك، وهو الابن البكر لتوماس يوهان هاينريش مان وجوليا دا سيلفا برونز، وهو الأخ الأكبر للروائي الحاصل على جائزة نوبل توماس مان. تنحذر أصول والده من أسرة برجوازية مشهورة بتجارة الحبوب، وكان والده عضواً في مجلس الشيوخ. وبعد وفاة والده انتقلت أسرة هاينريش مان إلى ميونخ، حيث بدأ مسيرته هناك كروائي حر (freier Schriftsteller).
مقالة هاينريش مان حول إميل زولا إضافة إلى روايته «التابع» (Der Untertan) جلبت له الشهرة والاحترام والمكانة الأدبية في فترة جمهورية فايمار، حيث أنه انتقد المجتمع الألماني والإدارة السياسية التي سببت الحرب العالمية الأولى. كتابه «الأستاذ أونرات أو نهاية طاغية» (Professor Unrat oder Das Ende eines Tyrannen) حوّله جوزيف فون شترنبورج إلى الفيلم الشهير «الملاك الأزرق»، في الفيلم أراد هاينريش مان أن تؤدي حبيبته الممثلة ترود هيستربرج دور البطولة، ولكن بدلاً من ذلك تم اعطاء مارلينه ديتريش دور لولا لولا (في الرواية روزا فروليش).
في ألمانيا النازية أصبح هاينريش مان بيرسونا نون جراتا أو شخص غير مرغوب فيه بسبب آرائه المعارضة للنازية، ومن ثم نُفي إلى خارج ألمانيا في عام 1933 وذلك قبل حريق الرايخستاج. انتقل هاينريش مان إلى فرنسا حيث عاش هناك في باريس ونيس. وعندما احتل النازيون فرنسا انتقل إلى مارسيليا، ومن ثم في 1940 إلى إسبانيا ومنها إلى البرتغال ومن ثم إلى كاليفورنيا في الولايات المتحدة.
في 10 مايو 1933 أُحرقت كتب هاينريش مان على يد النازيين وبتحريض من الحكومة النازية أيضاً باعتبارها مخالفة للروح الألمانية.
خلال الثلاثينيات وفي الفترة التي قضاها منفياً في الولايات المتحدة هبطت شعبية هاينريش مان إلى الحضيض، ومع ذلك ففي هذه الفترة كتب رواية «شباب الملك هنري الرابع» (Die Jugend des Königs Henri Quatre) والأخرى «فترة نضج الملك هنري الرابع» (Die Vollendung des Königs Henri Quatre) كلتاهما كجزء من أدب المنفى، صورت الروايتين حياة وأهمية هنري الرابع ملك فرنسا، وامتدحهما أخيه توماس مان، أحداث الروايتين قائمة على التاريخ الأوروبي الحديث من المنظور الفرنسي، متوقعاً فيها نهاية الخصومة الألمانية الفرنسية.
توفي هاينريش مان في 11 مارس 1950 في سانت مونيكا في كاليفورنيا وحيداً ومن دون الكثير من المال، قبل أشهر من وفاته كان يخطط للعودة إلى برلين الشرقية ويترأس هناك الأكاديمية الألمانية للفنون، إلا أنه مات قبل ذلك بوقت قصير، وبعد 11 سنة في 1961 نُقل رماد جثته إلى برلين الشرقية.
زوجة هاينريش مان الثانية نيللي مان (1898–1944) انتحرت في لوس انجلوس.

## أعماله
- في بلد التنابلة «Im Schlaraffenland. Ein Roman unter feinen Leuten» (رواية 1900)
- الأستاذ أونرات أو نهاية طاغية «Professor Unrat oder das Ende eines Tyrannen» (رواية 1905).
- التابع «Der Untertan» (رواية 1918).
- الفكر والفعل «Geist und Tat» (مجموعة مقالات 1931).
- شباب الملك هنري الرابع «Die Jugend des Königs Henri Quatre» (رواية 1935).
- فترة نضج الملك هنري الرابع «Die Vollendung des Köngis Henri Quatre» (رواية 1938).
- ليديس «Lidice» (رواية ظهرت في المكسيك عام 1943).
- شهادة على عصر «Ein Zeitalter wird besichtigt» (مقالات سياسية 1945).

## روابط خارجية
- هاينريش مان على موقع IMDb (الإنجليزية)
- هاينريش مان على موقع الموسوعة البريطانية (الإنجليزية)
- هاينريش مان على موقع مونزينجر (الألمانية)
- هاينريش مان على موقع ألو سيني (الفرنسية)
- هاينريش مان على موقع ميوزك برينز (الإنجليزية)
- هاينريش مان على موقع أول موفي (الإنجليزية)
- هاينريش مان على موقع قاعدة بيانات الأفلام السويدية (السويدية)
- هاينريش مان على موقع ديسكوغز (الإنجليزية)
- هاينريش مان على موقع قاعدة بيانات الفيلم (الإنجليزية)